# Bahnstrecke Česká Kamenice–Kamenický Šenov
| |                      |                                                               |                                                               |
| Kursbuchstrecke (SŽ): | 082                  |                                                               |                                                               |
| Streckenlänge: | 4,457 km             |                                                               |                                                               |
| Spurweite: | 1435 mm (Normalspur) |                                                               |                                                               |
| Streckenklasse: | A                    |                                                               |                                                               |
| Maximale Neigung: | 34 ‰                 |                                                               |                                                               |
| Streckengeschwindigkeit: | 40 km/h              |                                                               |                                                               |
| |                      |                                                               |                                                               |
| \| \| \| von Děčín hl.n. (vorm. BNB) \| \| \| \| 0,000 \| Česká Kamenice früher Böhmisch Kamnitz \| 320 m \| \| \| \| nach Jedlová (vorm. BNB) \| \| \| \| 0,228 \| Infrastrukturgrenze SŽDC / KŽC \| Infrastrukturgrenze SŽDC / KŽC \| \| \| \| vlečka Preciosa-Lustry a.s. \| \| \| \| 4,457 \| Kamenický Šenov früher Steinschönau \| 429 m \| \| \| \| nach Česká Lípa střelnice (vorm. LB Böhm. Leipa–Steinschönau) \| \| \| \| \| \| \| \| Quellen: [1][2] \| \| \| \| |                      |                                                               |                                                               |
| Strecke |                      | von Děčín hl.n. (vorm. BNB)                                   | von Děčín hl.n. (vorm. BNB)                                   |
| Bahnhof | 0,000                | Česká Kamenice früher Böhmisch Kamnitz                        | 320 m                                                         |
| Abzweig geradeaus und nach links |                      | nach Jedlová (vorm. BNB)                                      | nach Jedlová (vorm. BNB)                                      |
| Kilometer-Wechsel | 0,228                | Infrastrukturgrenze SŽDC / KŽC                                | Infrastrukturgrenze SŽDC / KŽC                                |
| Abzweig geradeaus und ehemals nach links |                      | vlečka Preciosa-Lustry a.s.                                   | vlečka Preciosa-Lustry a.s.                                   |
| Kopfbahnhof Strecke ab hier außer Betrieb | 4,457                | Kamenický Šenov früher Steinschönau                           | 429 m                                                         |
| Strecke (außer Betrieb) |                      | nach Česká Lípa střelnice (vorm. LB Böhm. Leipa–Steinschönau) | nach Česká Lípa střelnice (vorm. LB Böhm. Leipa–Steinschönau) |
| |                      |                                                               |                                                               |
| Quellen: |                      |                                                               |                                                               |

Die Bahnstrecke Česká Kamenice–Kamenický Šenov ist eine regionale Eisenbahnverbindung in Tschechien, die ursprünglich durch die k.k. priv. Böhmische Nordbahn (BNB) als Lokalbahn Böhmisch Kamnitz–Steinschönau errichtet und betrieben wurde. Sie zweigt in Česká Kamenice (Böhmisch Kamnitz) von der Bahnstrecke Děčín–Jedlová ab und führt im Lausitzer Gebirge nach Kamenický Šenov (Steinschönau). Die Strecke wird heute vom Eigentümer KŽC Doprava als Museumsbahn erhalten und betrieben. 
Nach einem Erlass der tschechischen Regierung ist die Strecke seit dem 20. Dezember 1995 als regionale Bahn („regionální dráha“) klassifiziert.

## Geschichte
Schon sehr frühzeitig entstanden durch die Böhmische Nordbahn-Gesellschaft BNB die ersten Eisenbahnstrecken zwischen Tetschen (heute: Děčín), Böhmisch Leipa und Rumburg (heute: Rumburk). 1869 konnte die durchgehende Strecke von Prag bis Rumburg im Böhmischen Niederland fertiggestellt werden. Viele kleinere nordböhmische Orte mit aufstrebender Industrie erhielten jedoch noch keinen Bahnanschluss.
Auch Steinschönau, mit der sich langsam entwickelnden Glasindustrie gehörte zu diesen Orten. So ergingen Forderungen an die BNB, auch Steinschönau an die Eisenbahn anzuschließen. Ein 1880 erlassenes Gesetz erleichterte schließlich den Bau von Bahnen untergeordneter Bedeutung. 1882 stellte die BNB ein vorläufiges Projekt vor, welches den Bau einer Lokalbahn von Böhmisch Kamnitz aus vorsah. Die Konzession für die Lokalbahn von Böhmisch Kamnitz nach Steinschönau erhielt die Böhmische Nordbahn am 4. August 1884.
Nach sechs Monaten Bauzeit war die Strecke fertiggestellt und am 10. Februar 1886 konnte die neue Lokalbahn feierlich eröffnet werden.
Noch fehlte jedoch eine Eisenbahnverbindung in die nahe Bezirksstadt Böhmisch Leipa. 1892 ermöglicht ein neues Gesetz, staatliche Garantien für den Bau privater Lokalbahnen in Anspruch zu nehmen. Mehrere Entwürfe wurden erarbeitet, um die topografischen Schwierigkeiten beim Bau der Strecke nach Böhmisch Leipa zu meistern. Erst am 24. März 1902 wurde die Konzession erteilt und wenig später konnten die Bauarbeiten beginnen. Am 29. August 1903 verkehrten die ersten Züge von Böhmisch Leipa nach Steinschönau.
Nach der Verstaatlichung der Böhmischen Nordbahn im Jahre 1908 gehörte die Strecke zum Netz der k.k. Staatsbahnen (kkStB). Nach Gründung der Tschechoslowakei 1919 führten dann die Tschechoslowakische Staatsbahnen (ČSD) den Betrieb fort. 1925 wurden per Gesetz die meisten Privatbahnen in der Tschechoslowakei aufgelöst und auch die Lokalbahn Böhmisch Leipa-Steinschönau wurde endgültig in die ČSD eingegliedert. Fortan wurde die Strecke als durchgehende Linie Böhmisch Leipa–Böhmisch Kamnitz betrieben.
Während der Angliederung des Sudetenlandes an Deutschland ab 1938 wurde die Strecke von der Deutschen Reichsbahn, Reichsbahndirektion Dresden betrieben. 1945 gelangte die Strecke dann wieder zu den ČSD.

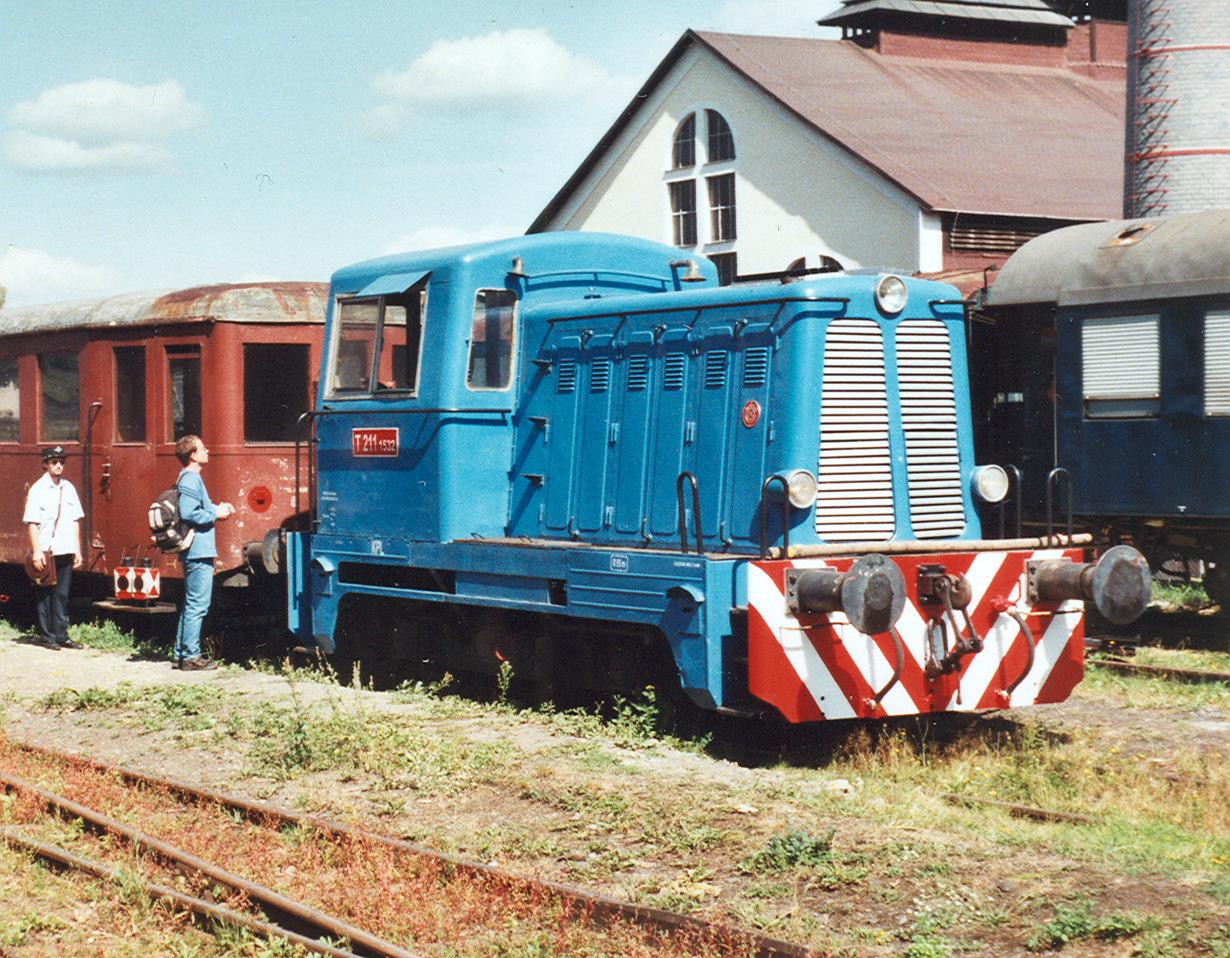
Museumsbahnverkehr des Klub přátel lokálky (2003)

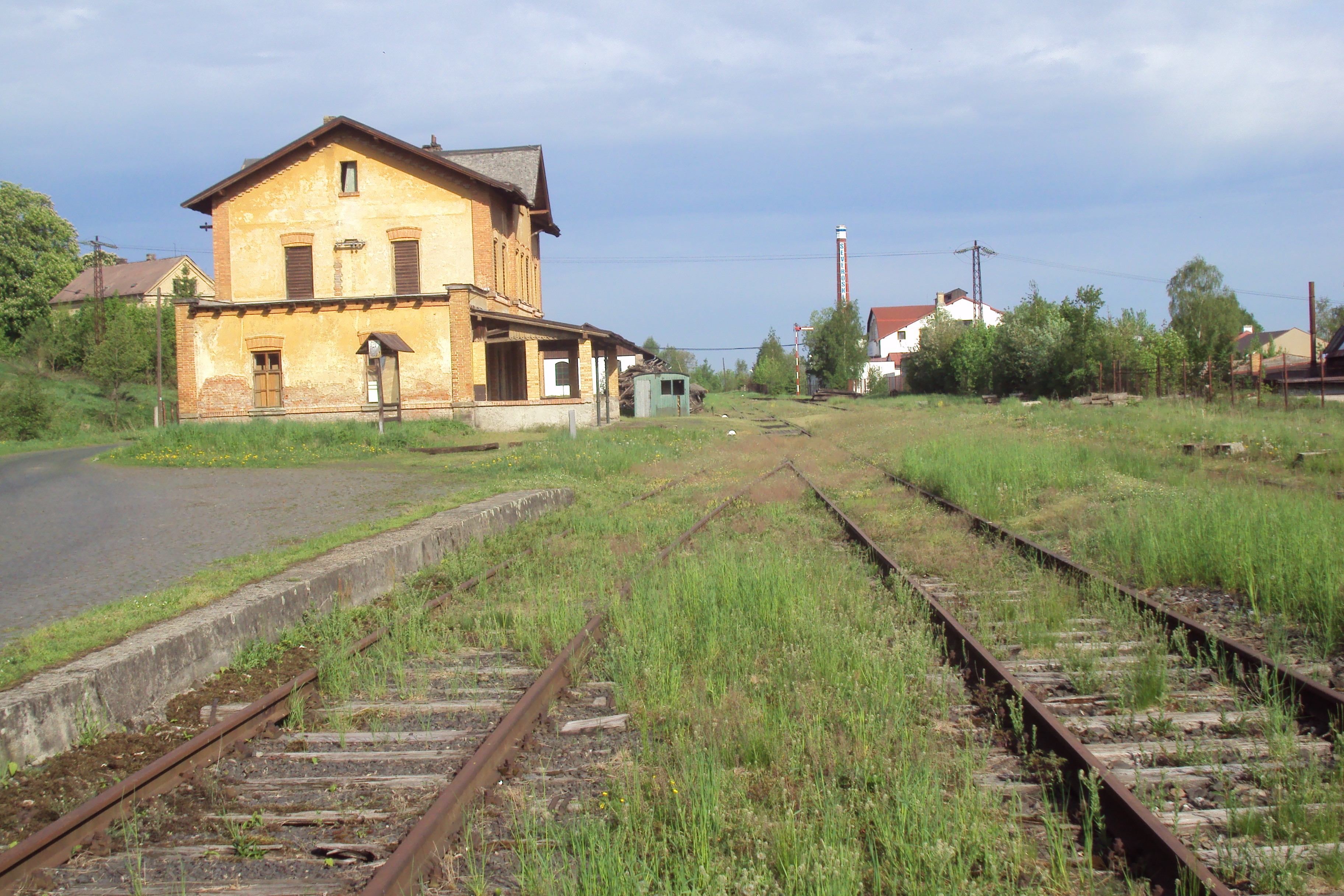
Bahnhof Kamenický Šenov (2012)

Auch nach der Vertreibung der deutschen Bevölkerung nach dem Zweiten Weltkrieg behielt die Industrie in Steinschönau (ab 1945: Kamenický Šenov) ihre Bedeutung, so dass auch weiterhin ein starker Güterverkehr bewältigt werden musste. Demgegenüber niedrig waren die Beförderungsleistungen im Reisezugverkehr, sodass in den 70er Jahren die Einstellung des Verkehrs beschlossen wurde.
Am 29. September 1979 verkehrten die letzten Reisezüge und die Strecke von Česká Lípa-Střelnice nach Kamenický Šenov wurde stillgelegt. Von Česká Kamenice nach Kamenický Šenov wurde die Strecke auch weiterhin im Güterverkehr betrieben. Erst nach der Samtenen Revolution in der Tschechoslowakei 1989 verringerte sich das Verkehrsaufkommen und die Reststrecke wurde zum 1. Oktober 1992 stillgelegt.
Im Jahre 1994 gründete sich der Klub přátel lokálky (Klub der Lokalbahnfreunde), um auf dem noch existierenden Gleis der einstigen Nordbahnstrecke bis Kamenický Šenov einen Museumsbahnverkehr einzurichten. Am 21. Juni 1997 verkehrten die ersten Museumszüge nach Kamenický Šenov.
Anfang 2007 schrieb der Streckeneigentümer Správa železniční dopravní cesty (SZDC) die Strecke zum Verkauf aus. Neben dem Klub přátel lokálky gab auch der Klub železničních cestovatelů (KŽC) ein Angebot ab, der letztlich den Zuschlag erhielt. Am 28. Dezember 2008 ging die Strecke schließlich käuflich an KŽC über. Der Klub přátel lokálky löste sich daraufhin auf. KŽC investierte in den Jahren 2009 und 2010 insgesamt 2 414 580 Kč in die Reparatur von Gleisen und Anlagen. Es wurden insgesamt 2400 Schwellen ausgewechselt.
KŽC Doprava nahm 2011 den musealen Verkehr wieder auf. An den Wochenenden des Sommerhalbjahres verkehren jeweils vier Zugpaare als „Kamenický motoráček“. Ab dem Fahrplan 2016 ist die Strecke als saisonale touristische Linie T1 in den Regiotakt Ústecký kraj integriert.
Vom 1. bis 9. September 2016 verkehrten nach fast 40 Jahren wieder Züge des öffentlichen Personennahverkehrs. Grund war eine Vollsperrung der Fernverkehrsstraße I/13 wegen Bauarbeiten am Bahnübergang in Horní Kamenice, bei der eine Umleitung der dort verkehrenden fünf Überlandbuslinien nicht möglich war. Als Ersatz fuhren zwischen Česka Kamenice und Kamenický Šenov täglich 17 Personenzugpaare, die gratis benutzt werden konnten. Verantwortliches Eisenbahnverkehrsunternehmen war KŽC Doprava. Zum Einsatz kam ein Triebwagen der Baureihe 810.

## Fahrzeugeinsatz

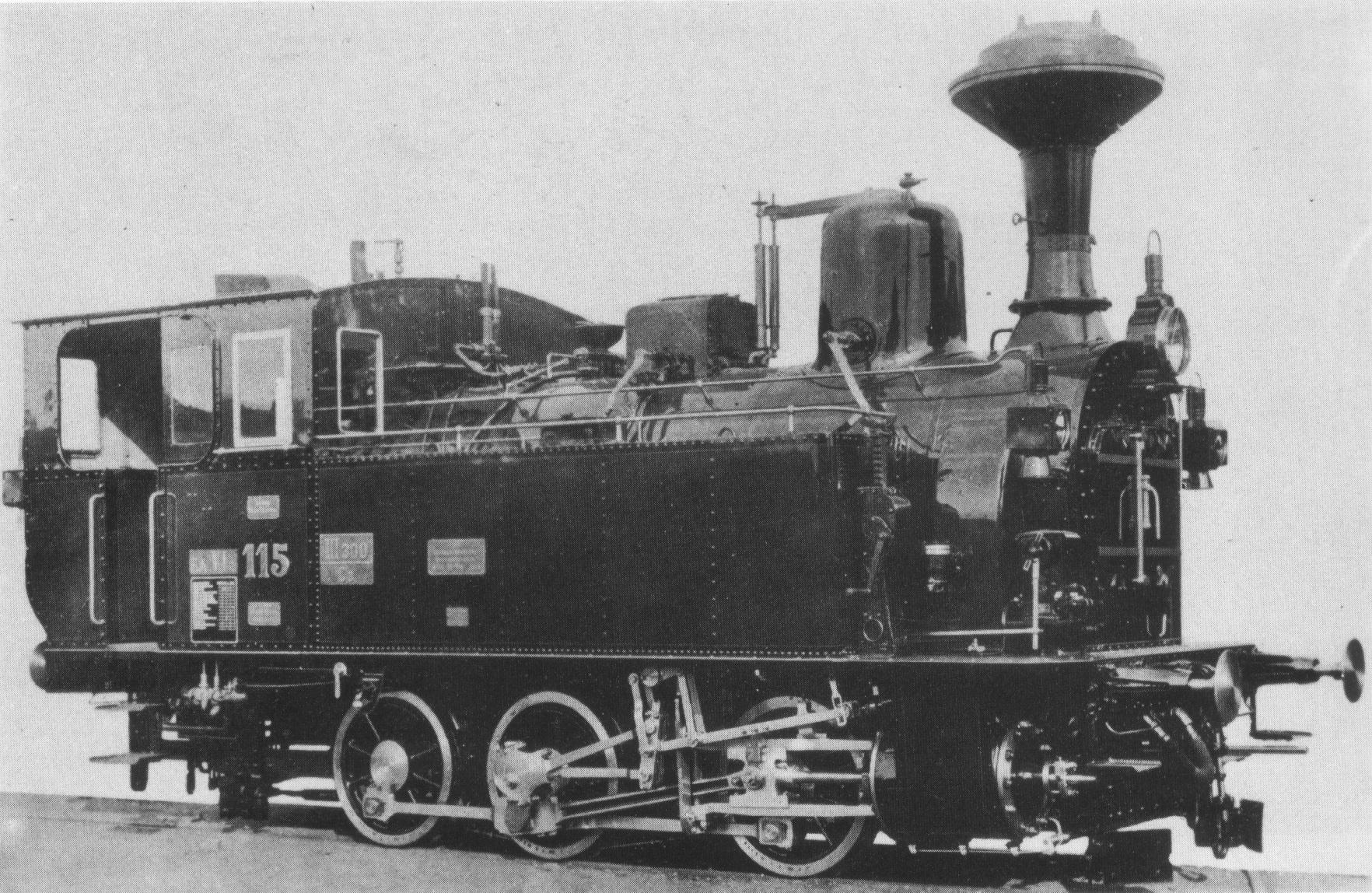
BNB VIa

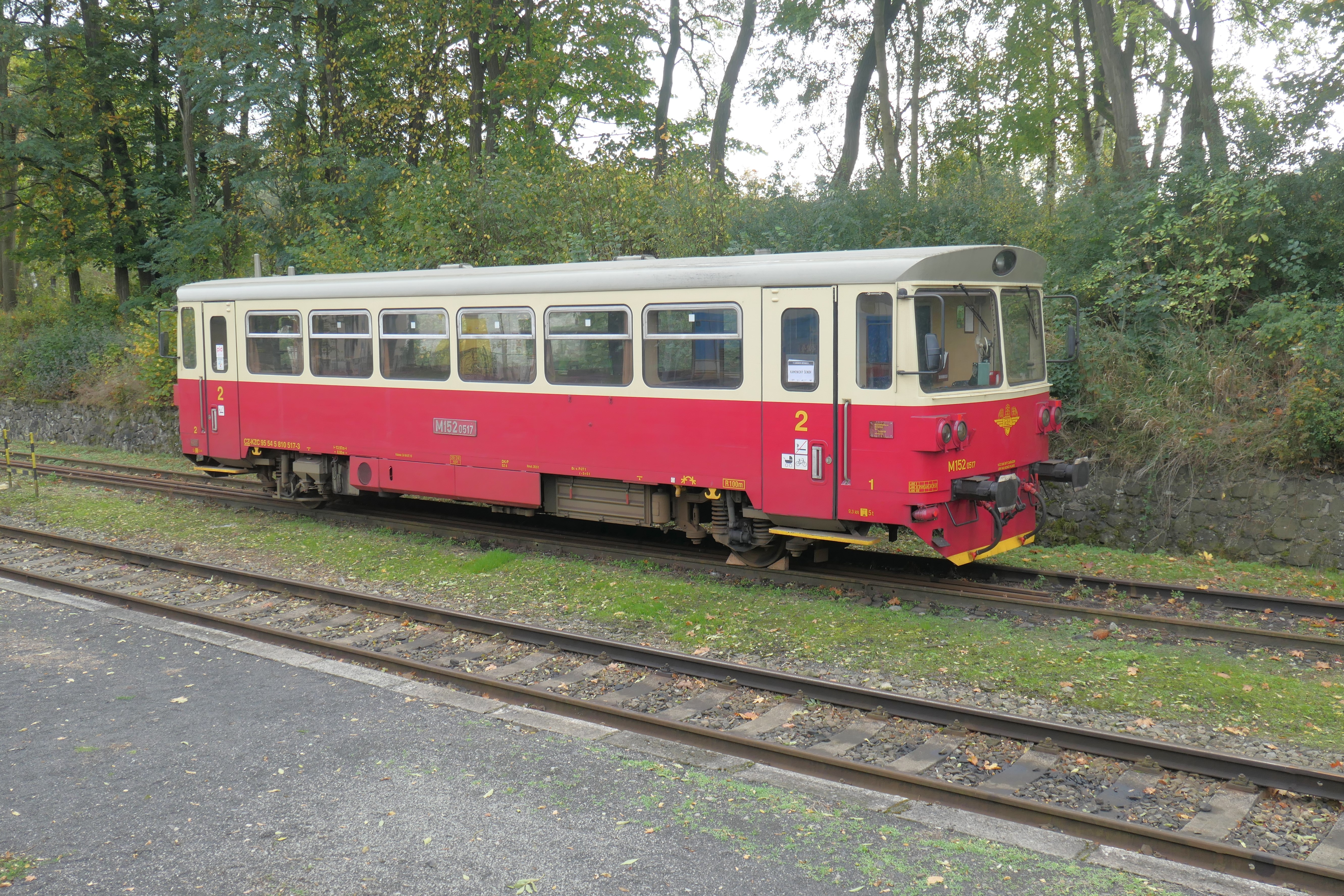
M 152.0517 von KŽC Doprava (2023)

Die BNB und die kkStB setzten anfangs die Reihe VI und später die Reihen VIa (kkStB 162) und VIb (KkStB 265) auf der Strecke ein.
Ab den 1930er Jahren kamen erstmals Motortriebwagen zum Einsatz, neben der ČSD-Baureihe M 222.0 waren das vor allem die Turmtriebwagen M 130.2. Ab 1949 übernahmen die neugelieferten Triebwagen der Baureihe M 131.1 den Reisezugverkehr, welche bis zur Betriebseinstellung im Einsatz waren. Die letzten Reisezüge wurden 1979 mit den damals neuen Triebwagen der Baureihe M 152.0 gefahren.